# Гаи-Суходольские
Гаи-Суходольские (укр. Гаї-Суходільські) — село в Бродовской городской общине Золочевского района Львовской области Украины.
Население по переписи 2001 года составляло 52 человека. Занимает площадь 0,3 км². Почтовый индекс — 80644. Телефонный код — 3266.